# Anatoli Wassiljewitsch Trofimow
Anatoli Wassiljewitsch Trofimow (russisch Анатолий Васильевич Трофимов; * 1940 in Bratowtschina bei Moskau; † 10. April 2005 in Moskau) war ein russischer Geheimdienstfunktionär. Er wurde im Jahr 2005 von unbekannten Tätern ermordet.

## Leben
Er trat 1962 in das KGB ein und beendete 1966 die erste Fakultät der Felix-Dserschinski-Akademie des KGB. Bis 1971 arbeitete er in der KGB-Abteilung für besondere Angelegenheiten in der turkestanischen Sowjetrepublik. Ab 1971 leitete er die 5. Hauptverwaltung des KGB in Moskau, welche gemeinhin auch als „Dissidentenverwaltung“ bekannt war. Unter anderem befasste er sich mit dem Fall des Moskauer Lebensmittelgeschäfts Jelissejewski, der mit der Todesstrafe für den Direktor Juri Konstantinowitsch Sokolow in einem Schauprozess endete. Zum Zielspektrum seiner Tätigkeit gehörten der jüdischen Dissident und spätere israelische Minister Natan Scharanski sowie zahlreiche Menschenrechtler wie Sergej Kowaljow oder Andrei Sacharow.
1992 wurde Trofimow Leiter der Behörde gegen Korruption und organisiertes Verbrechen des Innenministeriums. Nach der Auflösung des Obersten Sowjets im Oktober 1993 ließ Trofimow den damaligen Vizepräsidenten Alexander Ruzkoi und Parlamentschef Ruslan Chasbulatow verhaften.
Boris Jelzin ernannte ihn am 19. Januar 1995 zum stellvertretenden Direktor des FSB und Leiter der Moskauer FSB-Niederlassung.
Im Februar 1997 gab es im russischen Parlament eine Anfrage von Juri Schtschekotschichin, bei der die Korruption innerhalb des FSB thematisiert wurde. Kurz darauf wurde Anatoli Trofimow entlassen. Der Pressesprecher des Präsidenten Jelzin begründete dies mit „groben Verfehlungen“ in Trofimows Arbeit. Viele Beobachter sahen in Trofimows Entlassung aber lediglich die Bestrafung eines Sündenbocks. Zudem berichtete die Zeitung Kommersant über angebliche Ermittlungen von Trofimow in Bezug auf Reptilienfonds von Jelzins Wahlkampfabteilung. Trofimow wurden zu der Zeit gute Kontakte zu kommerziellen Banken und zur organisierten Kriminalität nachgesagt. Ein Jahr zuvor war sein Gönner, der Chef von Jelzins Sicherheitsdienst Alexander Korschakow, von Jelzin entlassen worden.
Während der nächsten Jahre war Trofimow zusammen mit anderen ehemaligen russischen Geheimdienstlern in verschiedenen privaten Sicherheitsfirmen und Privatdetekteien unternehmerisch tätig.
Am Abend des 10. April 2005 wurde der ehemalige KGB-General zusammen mit seiner 28-jährigen Lebensgefährtin in der Einfahrt seines Hauses von einem maskierten Unbekannten erschossen. Die Durchführung der Tat deutet auf einen professionellen Hintergrund des Mörders hin. Die vierjährige Tochter Trofimows überlebte unverletzt.

## Nach Trofimows Tod
Der britische EU-Parlamentarier Gerard Batten zitierte Trofimow in einer Anfrage im europäischen Parlament am 3. April 2006 mit den Worten: „Geh nicht nach Italien, dort gibt es viele KGB-Agenten unter den Politikern. Romano Prodi ist dort unser Mann.“ Diese Sätze sollen in einem Gespräch mit Alexander Litwinenko gefallen sein.
Litwinenko, der Trofimow persönlich kannte, hatte sofort nach dem Mord an Trofimow verlautbart, dass es sich um ein politisches Verbrechen handele.